# Protet (croiseur)
```

```

Le Protet est un croiseur protégé de la Marine française construit dans les années 1890, le deuxième et dernier membre de la classe Catinat. Les croiseurs de la classe Catinat ont été commandés dans le cadre d’un programme de construction navale visant à renforcer la force de croiseurs de la flotte à un moment où le pays était préoccupé par la menace navale croissante des flottes italienne et allemande. Les nouveaux croiseurs étaient destinés à servir avec la flotte principale et outre-mer dans l’empire colonial français. Le Protet était armé d’une batterie principale de quatre canons de 164 mm, était protégé par un pont blindé d’une épaisseur de 25 à 60 mm, et était capable de naviguer à une vitesse maximale de 20 nœuds (37 km/h).
Après sa mise en service en 1899, le Protet est envoyé dans l’océan Pacifique pour un long déploiement. Il passera la majeure partie de sa carrière active dans cette zone, à aider à éteindre un incendie aux États-Unis en 1900 et protèger les intérêts français en Colombie lors d’un conflit dans le pays en 1901. Le navire a finalement été rappelé en France en 1905. Il a ensuite été affecté à l’école d’artillerie comme navire-école en 1908 avant d’être rayé du registre naval en 1910, puis démantelé.

## Construction
En réponse à une crainte de guerre avec l’Italie, à la fin des années 1880, la marine française s’est engagée en 1890 dans un important programme de construction navale pour contrer la menace de la flotte italienne et celle de son allié l’Allemagne. Le plan prévoyait un total de soixante-dix croiseurs à utiliser dans les eaux territoriales et outre-mer dans l’empire colonial français. La classe Catinat a été commandée dans le cadre de ce programme,, et elle était basée sur la classe Friant précédente. Les Protet et Catinat étaient mal ventilés pour des navires qui devaient effectuer de longs voyages dans l’empire d’outre-mer
Le Protet mesurait 101,52 m, avec une un maître-bau de 13,6 m et un tirant d'eau de 6,07 m. Il avait un déplacement de 4 183 tonnes. Son équipage comptait 399 officiers et hommes du rang. Le système de propulsion du navire était constitué d'une paire de moteurs à vapeur à triple expansion entraînant deux hélices. La vapeur était fournie par 16 chaudières à tubes d'eau de type Belleville fonctionnant au charbon dont les fumées étaient canalisées dans deux cheminées. Ses machines avaient une puissance nominale de 9500 chevaux-vapeur (7100 kW) pour une vitesse maximale de 19,5 à 20 nœuds (36,1 à 37,0 km/h), mais le navire a dépassé cette vitesse lors de ses essais en mer,. Il avait une autonomie de 6000 milles marins (11000 km) à une vitesse de 10 nœuds (19 km/h) ; à sa vitesse maximale, l’autonomie tombait à 1000 milles (1900 km).
Le navire était armé d'une batterie principale de quatre canons de 164 mm, placés dans des sabords au milieu du navire, deux canons par bord. Ils étaient soutenus par une batterie secondaire de 10 canons de 100 mm, qui étaient placés dans des casemates et sur des affûts pivotants individuels. Pour la défense à courte portée contre les torpilleurs, le navire transportait dix canons Hotchkiss de 47 mm et quatre canons de 37 mm. Il était également armé de deux tubes lance-torpilles (TLT) de 356 mm dans sa coque au-dessus de la ligne de flottaison. La protection consistait en un pont blindé incurvé de 25 à 40 mm d'épaisseur, ainsi qu'un blindage de 70 mm sur la passerelle.

## Service
Le Protet est construit au chantier naval des Forges et chantiers de la Gironde près de Bordeaux. Il est commandé le 14 août 1895 et sa quille est posée le 5 novembre. Pendant que le navire était encore sur la cale de construction, ses machines de propulsion ont été installées. La plupart des aménagements ont été effectués alors qu’il se trouvait encore sur la cale, contrairement à la pratique normale. Le navire a été mis à l’eau le 6 juillet 1898 et seulement un travail minimal a dû être effectué avant qu’il ne soit armé pour commencer ses essais en mer. Il est transféré à Rochefort le 3 août et y est armé trois jours plus tard. Au cours de ses essais, il a atteint une vitesse de 20,22 nœuds (37,45 km/h) avec une puissance de 9300 ch (6900 kW). Il a été mis en service le 20 avril pour être envoyé en Extrême-Orient. Selon le Journal contemporain de la Royal United Service Institution, il était envoyé pour remplacer l’ancien croiseur non protégé Duguay-Trouin, mais l’historien moderne Stephen Roberts indique qu’il a été envoyé pour remplacer le vieux navire cuirassé Duguesclin. Le Protet a appareillé le 27 mai, à destination de l’océan Pacifique.
L’année suivante, il est rejoint par le croiseur protégé Infernet et le navire de transport Aube. Le Protet était à San Francisco aux États-Unis en 1900 lorsqu’un incendie a éclaté dans le port. Le Protet a envoyé des hommes à terre pour aider à éteindre l’incendie. Le maire de la ville a envoyé une lettre de remerciements au gouvernement français. Alors qu’il était encore dans cette ville en avril et mai, il a reçu quatre ventilateurs électriques pour améliorer l’habitabilité du navire pendant ses longs voyages sous les tropiques. En janvier 1901, le Protet sert toujours dans la division navale du Pacifique oriental, qui comprend également la canonnière Zélée et quatre navires de transport. En octobre de la même année, il se rend à Panama City, qui fait alors encore partie de la Colombie, pour protéger les intérêts français pendant la guerre des Mille Jours. Il retrouve des navires d’autres marines, dont le cuirassé américain USS Iowa et le sloop britannique HMS Icarus. Du côté mer des Caraïbes de l’isthme de Panama, à Colón, le croiseur français Suchet et la canonnière américaine USS Machias attendaient également l’évolution du conflit. En décembre, le Protet s’est dirigé vers le nord vers le chantier naval américain de Mare Island, en Californie, pour s’y réapprovisionner en charbon et en vivres.
Le navire est resté à la station du Pacifique en 1902. En janvier, il retourne à Panama City, où il rencontre le croiseur britannique HMS Amphion et le croiseur américain USS Philadelphia. Le Protet et l'Amphion y restèrent jusqu’en juin.. En 1903, l’effectif de la station du Pacifique avait été réduit au Protet et à une canonnière. Le Protet resta en poste dans le Pacifique en 1904, avec la canonnière Zélée et un transport aviso. Le Protet continua d’opérer dans le Pacifique en 1905. En janvier, il s’arrêta à San Francisco pour prendre du charbon. 
Plus tard cette année-là, le Protet fut rappelé en France. À la fin du mois de mai, il avait atteint Dakar en Afrique occidentale française, où il fut relevé par son navire jumeau le Catinat. Arrivé à Rochefort le 7 juin, le Protet est placé en réserve spéciale dix jours plus tard, en raison de l'usure des chaudières. L’état-major de la marine décida que le coût des réparations était trop élevé, compte tenu de sa faiblesse par rapport à ses contemporains étrangers, et il a donc été laissé inactif jusqu’au 1er mars 1909, date à laquelle il a été mis hors service à Rochefort. Au cours de cette période, le Protet est rattaché en 1908 à l’École de tir, avec le croiseur cuirassé Latouche-Tréville. Le Protet a été radié du registre naval le 3 août 1910 et il a ensuite été vendu aux démolisseurs de navires le 25 octobre. Il a été remorqué le 12 novembre pour être conduit au chantier de démolition de Hambourg, en Allemagne, mais de violentes tempêtes ont forcé le Protet et son remorqueur à se mettre à l’abri au large de l’île d'Aix jusqu’au début du mois de décembre, date à laquelle ils ont enfin pu se rendre à Hambourg.